# الکس کوردرا
الکس کوردرا (انگلیسی: Álex Corredera؛ زادهٔ ۱۹ مارس ۱۹۹۶) بازیکن فوتبال اهل اسپانیا است.
از باشگاه‌هایی که در آن بازی کرده‌است می‌توان به باشگاه فوتبال رئال مورسیا و باشگاه فوتبال آلمریا اشاره کرد.